# Karamjeet Kaur
Karamjeet Kaur (ur. 15 września 1979) – indyjska lekkoatletka specjalizująca się w skoku o tyczce.

## Osiągnięcia
- złota medalistka igrzysk krajowych oraz wielokrotna mistrzyni Indii[1]
- wielokrotna rekordzistka kraju[2]

## Rekordy życiowe
- skok o tyczce – 3,50 (2003)